# Badesee Kirschentheuer
Der Badesee Kirschentheuer (auch: Ratzteich) ist ein kleiner See in der zur Gemeinde Ferlach gehörenden Ortschaft Kirschentheuer. Das zu- und abflusslose Gewässer wird vom Land Kärnten als schwach mesotroph eingestuft.

## Lage und Nutzung
Der See liegt unmittelbar westlich der Ortschaft Kirschentheuer an der Loiblpass Straße und nur wenige hundert Meter südlich der Drau. Er entstand künstlich als Baggersee infolge von Schottergewinnung durch die Firma Ratz. Sein Einzugsgebiet wird landwirtschaftlich intensiv genutzt.
Nach Einstellung des Betriebes machte der Besitzer das Gewässer in den 1980er-Jahren der Allgemeinheit zugänglich. Die östliche Uferlinie wurde bepflanzt, auch im Süden reichen Fichtenbestände bis unmittelbar an das Gewässer. Die Böschungen im Nordwesten wurden zur besseren Nutzung für den lokal bedeutenden Badebetrieb abgeflacht. Nach einem Besitzerwechsel und erfolglosen Verhandlungen mit der Stadtgemeinde Ferlach wurde der Badebetrieb 2017 kurzfristig und 2019 endgültig eingestellt.

## Fischbestand
Der fischereirechtlich genutzte See beherbergt rund 20 Fischarten, diese sind:
- Hecht (Esox lucius)
- Barsch (Perca fluviatilis)
- Wels (Silurus glanis)
- Aitel (Leuciscus cephalus)
- Amurkarpfen (Ctenopharyngodon idella)
- Bitterling (Rhodeus amarus)
- Karpfen (Cyprinus carpio)
- Laube (Alburnus alburnus)
- Rotauge (Rutilus rutilus)
- Rotfeder (Scardinius erythrophthalmus)
- Tolstolob (Hypophthalmichthys molitrix)
- Zander (Sander lucioperca)
- Forellenbarsch (Micropterus salmoides)
- Sonnenbarsch (Lepomis gibbosus)
- Karausche (Carassius carassius)
- Bachsaibling (Salvelinus fontinalis)
- Regenbogenforelle (Oncorhynchus mykiss)
- Sterlet (Acipenser ruthenus)
- Löffelstör (Polyodon spathula)
- Japanischer Buntkarpfen

Die eingesetzten Löffelstöre sind aufgrund des nicht geeigneten Lebensraumes quasi verschwunden. Ein Teil der Japanischen Buntkarpfen, Karpfen, Sterlets und Zander wird in einem separaten, mit Netzen abgesperrten Areal gehalten.